# Berberis ahrendtii
Berberis ahrendtii là một loài thực vật có hoa trong họ Hoàng mộc. Loài này được R.R.Rao & Uniyal mô tả khoa học đầu tiên năm 1985.